# Pinga marginata
Pinga marginata är en gräsart som beskrevs av Elizabeth A. Widjaja. Pinga marginata ingår i släktet Pinga och familjen gräs. Inga underarter finns listade i Catalogue of Life.